# Menezes Pimentel
Francisco de Menezes Pimentel (Santa Quitéria, 12 de setembro de 1887 — Rio de Janeiro, 19 de maio de 1973) foi um político brasileiro. Estudou no colégio Liceu do Ceará.

## Biografia
Menezes Pimentel foi jurista e Professor de Direito Romano e de Filosofia do Direito na Faculdade de Direito do Ceará, da qual foi diretor no período de 1921 a 1935.
Iniciou sua carreira pública como deputado estadual do Ceará na legislatura de 1928 a 1932. Depois foi eleito governador, exercendo o cargo entre 1935 e 1937, continuando como interventor nos períodos de 1937 a 1945 e 1946 a 1950. Neste último ano foi eleito deputado federal, sendo reeleito para o mandato seguinte até 1958. Em 1959 se elege senador, ficando no cargo até 1971.
Foi ministro da Justiça e Negócios Interiores no governo Nereu Ramos, de 11 de novembro de 1955 a 31 de janeiro de 1956.

## Homenagens
- A Escola de Ensino Médio Menezes Pimentel em Pacoti/Ceará inaugurada no dia 25 de maio de 1938 durante o período em que foi Interventor Estadual (1937-1947).
- A Biblioteca Pública do Ceará foi batizada com seu nome em 1978 pelo governador Waldemar Alcântara.
- Uma rua em São Bernardo do Campo foi nomeada em homenagem ao político.[5]
- Um bairro em Santa Quitéria (CE), sua terra natal, foi nomeado em sua homenagem.
- Uma rua em Crateús (CE)